# Stadion De Braak
Stadion De Braak – wielofunkcyjny stadion w mieście Helmond w Holandii. 

## Charakterystyka
Najczęściej używany jest jako stadion piłkarski, a swoje mecze rozgrywa na nim drużyna Helmond Sport. Stadion może pomieścić 4 100 widzów, a został wybudowany w 1967 roku.